# Georges Perrier (cuisinier)
Pour les articles homonymes, voir Georges Perrier et Perrier.
Georges Perrier (né à Lyon le 10 décembre 1943), surnommé « The King Georges », est un chef de cuisine français qui s'est établi aux États-Unis en 1967. Il a notamment fondé et dirigé Le Bec-Fin à Philadelphie.

## Biographie
À 12 ans, Georges Perrier crée sa première entrée, composée de ris de veau avec champignons et madère. À 14 ans, il décide de commencer sa carrière. Il se forme dans divers restaurants de France auprès de chefs tels que Michel Lorrain du Casino de Charbonnières près de Lyon, Jacques Picard de L'Oustau de Baumanière en Provence et Guy Tivard à Vienne, à La Pyramide de Fernand Point. Il y officiera en tant que saucier.

### Le Bec-Fin

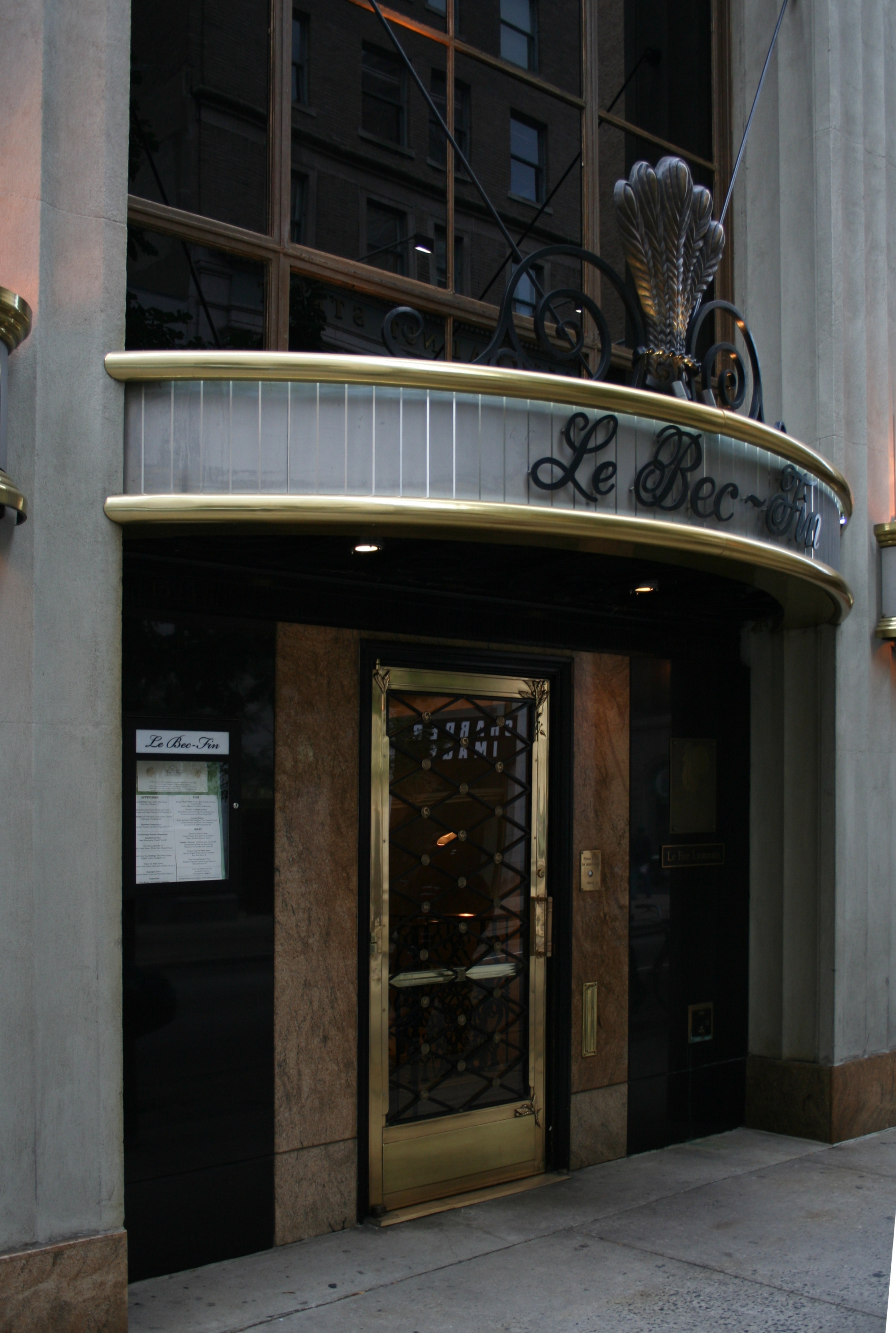

En novembre 1967, Georges Perrier émigre aux États-Unis et devient chef à la Panetière, à Philadelphie. En 1970, la Panetière devient Le Bec-Fin et Georges Perrier en devient l'unique propriétaire. Le restaurant français est spécialisé dans la cuisine des fruits de mer. D'abord ouvert à Spruce Street, l'établissement sera déplacé à Walnut Street en 1983. Le Bec-Fin sera titré comme l'un des meilleurs restaurants des États-Unis.
Le 15 juin 2013, le restaurant ferme définitivement ses portes.

### Brasserie Perrier
Ouverte en 1997, également à Philadelphie, la Brasserie Perrier sera le deuxième restaurant de Georges Perrier. Brasserie décontractée, elle a fermé en 2009 en raison d'une augmentation de loyer. C'était une alternative contemporaine au Bec-Fin, haut lieu de cuisine gastronomique. À sa fermeture, elle comptait 120 employés.

### Participation dans l’émissionStrip-tease
Il participe à l'émission Strip-tease, où les téléspectateurs suivront son parcours dans la haute société française de Philadelphie. Sept épisodes lui sont consacrés entre 1998 et 2012, les six épisodes « America America » ainsi que l'épisode « Les caprices du Chef ».